# Kleingebiet Salgótarján
Das Kleingebiet Salgótarján  (ungarisch  Salgótarjáni kistérség) war bis Ende 2012 eine ungarische Verwaltungseinheit (LAU-1) innerhalb des Komitats Nógrád in Nordungarn. Es grenzte im Norden an die Slowakei. Im Zuge der Verwaltungsreform Anfang 2013 gingen 23 Ortschaften in den gleichnamigen Kreis Salgótarján (ungarisch Salgótarjáni járás) über, die Gemeinde Szalmatercs wurde dem Kreis Szécsény zugeordnet.
Im Kleingebiet lebten Ende 2012 auf einer Fläche von 474,62 km² 62.678 Einwohner. Das bevölkerungsreichste Kleingebiet des Komitats hatte mit 132 Einwohnern/km² auch die höchste Bevölkerungsdichte.
Der Verwaltungssitz befand sich in der einzigen Stadt Salgótarján (37.199 Einwohner), die als Komitatshauptstadt einem Komitat gleichgestellt (ungarisch megyei jogú város) war.

## Ortschaften
| Bárna        | Cered         | Egyházasgerge | Etes           | Ipolytarnóc |
| Karancsalja  | Karancsberény | Karancskeszi  | Karancslapujtő | Karancsság  |
| Kazár        | Kishartyán    | Litke         | Mátraszele     | Mihálygerge |
| Rákóczibánya | Ságújfalu     | Salgótarján   | Somoskőújfalu  | Sóshartyán  |
| Szalmatercs  | Szilaspogony  | Vizslás       | Zabar          |             |